# When Ski Lifts Go Wrong
When Ski Lifts Go Wrong (dříve pod názvem Carried Away) je budovatelská a manažerská simulace, kterou vytvořilo britské nezávislé vývojářské studio Hugecalf Studios a vydalo Curve Digital. When Ski Lifts Go Wrong byla vydána v předběžném přístupu 4. října 2017 a plně vydána 23. ledna 2019.

## Hratelnost
When Ski Lifts Go Wrong je low-poly fyzikální simulace, ve které hráč musí postavit lanovky, gondoly, skokanské můstky a mosty, aby dostal NPC lyžaře přes zasněžené hory.
Cílem je dosáhnout úspěchu při pokusech o vybudování silných konstrukcí v rámci rozpočtu. Každá etapa začíná krajinou na „papírovém“ pozadí, kam lze umístit materiály a k těmto konstrukcím připojit lano. Hra pomocí barev vizualizuje míru zatížení každé připojené konstrukce, aby hráč věděl, které aspekty své stavby by měl zlepšit. Hra se zaměřuje na to, aby se hráč naučil stavět lanové dráhy.
Každá úroveň je dokončena, když hráč vytvoří funkční konstrukci, která převeze stanovený počet ovladatelných jezdců NPC na druhou stranu mapy. Ve více než 100 úrovních musí být jezdci bezpečně převezeni na druhou stranu a mapa musí zůstat neporušená. V každé úrovni jsou také další faktory, jako je hvězdičkové hodnocení, které počítá počet hvězdiček, které jezdci během úrovně nasbírají, a cenový limit, pod který by se hráč měl vejít. K dispozici je editor úrovní, ve kterém si hráči mohou vytvářet vlastní mapy pro hraní.

## Vývoj
When Ski Lift Go Wrong byla vydána v předběžném přístupu pod názvem Carried Away 4. října 2017. DLC balíček s názvem Carried Away: Winter Sports byl vydán 9. února 2018. Obsahuje nové režimy a umožňuje hráči soutěžit v různých sportech.  Hra When Ski Lift Go Wrong byla plně vydána 23. ledna 2019 pro operační systémy Windows, macOS a Nintendo Switch.